# Lepidodexia retusa
Lepidodexia retusa är en tvåvingeart som först beskrevs av Hall 1933. Lepidodexia retusa ingår i släktet Lepidodexia och familjen köttflugor.
Artens utbredningsområde är Panama. Inga underarter finns listade i Catalogue of Life.